# Mesilla
Mesilla ist eine Stadt in Doña Ana County im Bundesstaat New Mexico in den USA. Der Name leitet sich von dem spanischen Wort für „kleine Hochebene“ (spanisch mesa mit Verkleinerungsform) ab.

## Geographie
Die Stadt liegt südlich des Interstate 10, der in diesem Bereich mit dem U.S. Highway 180 identisch ist. Die nächstgelegene größere Stadt ist Las Cruces, die sich im Norden direkt anschließt. Die texanische Großstadt El Paso und die mexikanische Grenze sind jeweils etwa 60 Kilometer in südlicher Richtung entfernt. Durch die westlichen Bezirke der Stadt fließt der Rio Grande.

## Geschichte
In der Gegend des heutigen Mesilla lebten ursprünglich verschiedene Indianerstämme im Tal des Rio Grande. Francisco Vásquez de Coronado kam auf der Suche nach Gold im Jahre 1540 in diese Region, fand jedoch keine Bodenschätze und zog weiter nordwärts. Nach Ende des Mexikanisch-Amerikanischen Krieges wurde 1848 im Vertrag von Guadalupe Hidalgo die Grenze der Vereinigten Staaten südlich der Stadt Dona Ana festgelegt. Bürger, die nicht zum amerikanischen Staatsgebiet gehören wollten, gründeten daraufhin wenige Kilometer südlich der Grenze den Ort Mesilla. In der Region kam es zu ständigen Konflikten mit den Apachen. Nachdem diese weiter eskalierten, erklärten die Amerikaner einen schmalen Streifen südlich von Kalifornien, New Mexico und Arizona zum eigenen Staatsgebiet. Dazu gehörte auch Mesilla. Diese Aktion wurde 1853 durch den Gadsden-Kauf legalisiert. Während des Sezessionskriegs war Mesilla Hauptstadt des von den Konföderierten eingerichteten Arizona-Territoriums, das anders zugeschnitten war als der heutige Bundesstaat dieses Namens.
Die Stadt entwickelte sich zeitweise zum Vergnügungszentrum mit Bars, Tanzböden und Hahnenkämpfen. Dadurch wurden auch Outlaws, beispielsweise Billy the Kid angezogen, der hier 1881 zum Tode verurteilt wurde. Ebenfalls im Jahre 1881 plante die Santa Fe Railway eine Eisenbahnstrecke durch Mesilla zu bauen. Das Projekt scheiterte an überhöhten Grundstückspreisen und wurde wenige Kilometer weiter nördlich in die damals viel kleinere Stadt Las Cruces verlegt, da dort die benötigten Grundstücke kostenlos zur Verfügung gestellt wurden. Nachdem die Eisenbahnstation in Betrieb genommen worden war, wuchs die Bevölkerungszahl und die Industrie von Las Cruces schnell und stetig, während sie in Mesilla abnahm.
Der La Mesilla Historic District mit dem Mesilla Plaza wurde 1961 in die Liste der National Historic Landmarks aufgenommen.

## Demografische Daten
Im Jahre 2012 ergab sich eine Bevölkerungszahl von 1913 Personen. Nahezu die Hälfte davon mit ca. 48,2 % waren lateinamerikanischer Herkunft, was sich durch die Nähe zu Mexiko erklärt. Das Durchschnittsalter der Einwohner betrug zu diesem Zeitpunkt 49,8 Jahre und lag damit über dem Wert des Staates New Mexico, der 45,6 Jahre betrug.